# Едвард Бібрінґ

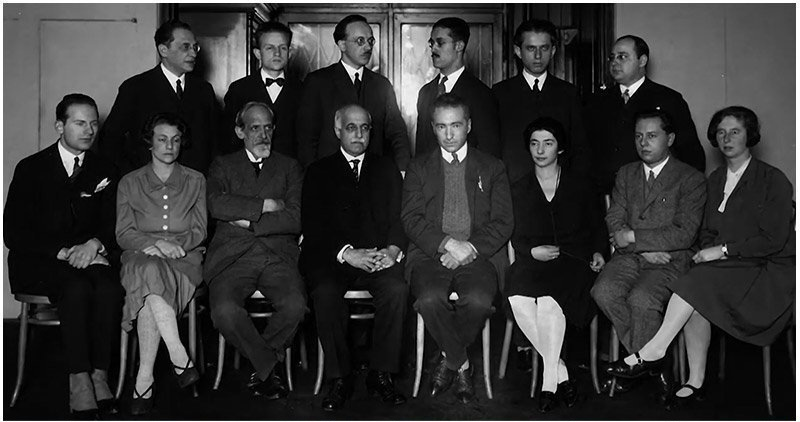
Едвард Бібрінг у Віденській Психоаналітичній поліклініці 1922 (стоїть, третій зліва). Світлина: Людвіг Гутман

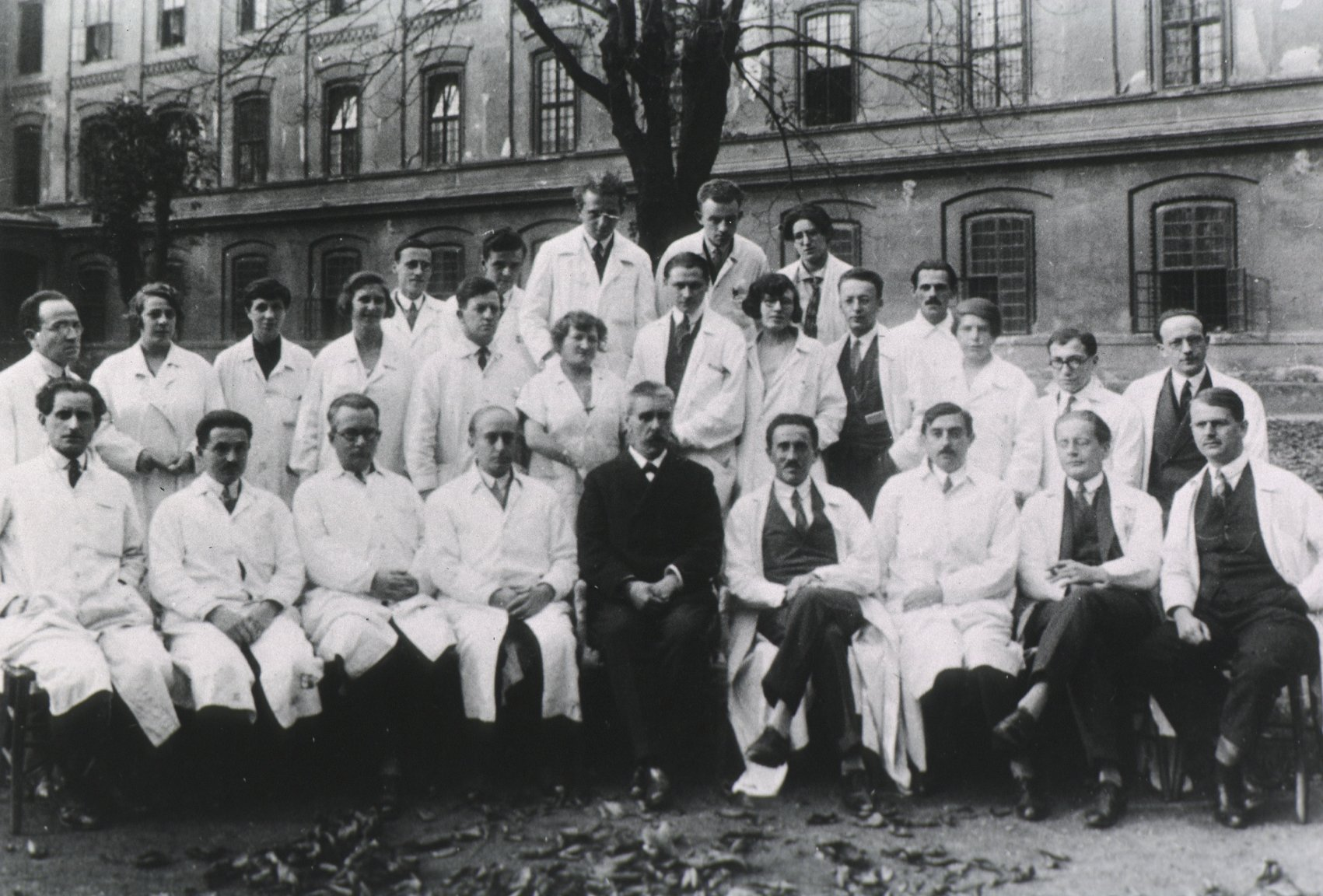
Медична команда Вагнера-Яурега у Відні 1927 року. (Едвард Бібрінг у другому ряду, перший справа.)

Едвард Бібрінґ (20 квітня 1894, Станиславів, Станиславівський повіт, Королівство Галичини та Володимирії, Долитавщина, Австро-Угорщина — 11 січня 1959, Бостон, США)  — австро-американський психоаналітик, родом із Галичини.

## Життєпис
Едвард Бібрінґ відвідував гімназію хлопців у Чернівцях, а з 1913 року почав вивчення історії та філософії. Під час першої світової війни він воював на Східному фронті і в 1915 році потрапив у російський полон. На початку російської революції 1917 року Едвард утік і поїхав до Відня, де в 1918 році почав медичне навчання, яке закінчив у 1922 році.
З 1919 року Едвард Бібрінґ працював зі своїми однокурсниками Ото Фенікелем, Вільгельмом Рейхом та Грете Ленером під час заснування «робочої групи з сексології та психоаналізу». Він завершив аналіз з Полем Федерном. У 1921 році він одружився з Лереті Ленер. Вони обоє були запрошені на засідання Віденської психоаналітичної асоціації, членом якої він став у 1925 році. З дружиною він керував приватною практикою у районі Нойбаю.
У асоціації він перебував на різних виборних посадах. У 1929 році почав працювати в поліклініці як наступник Поля Шільдера, керівника відділу психозу. У 1932 році він працював помічником Едуарда Хістчмана та займався викладацькою діяльністю. У 1934 році увійшов до редакційної ради Міжнародного журналу психоаналізу .
Після анексії Австрії в 1938 році родина Бібрінга емігрувала до Англії з двома дітьми 1929 та 1931 років народження завдяки колективній візі для Зигмунда Фрейда. Саме там Едвард Бібрінг став членом Британського психоаналітичного товариства і практикував як навчальний аналітик Лондонського психоаналітичного інституту. Він також був призначений редактором зібраних творів Фрейда.
Оскільки Едвардові Бібрінгу запропонували посаду викладача медичного коледжу Тафтса в Бостоні, родина у 1941 році переїхала до США. Також він працював у Бостонському психоаналітичному інституті, а також лікарем у лікарні Бет-Ізраїль Бостонської психіатричної лікарні.

## Наукові праці (вибрані)
- Zur Entwicklung und Problematik der Triebtheorie in: Imago, 1936, S. 147—176
- The so-called English school of psychoanalysis in: The psychoanalytic quarterly, 1947, S. 69–93
- Psychoanalysis and the dynamic psychotherapies in: Journal of the American Psychoanalytic Association, 1954, S. 745—770
- Sanford Gifford (Hrsg.): Edward Bibring photographs the psychoanalysts of his time : 1932—1938. Gießen: Psychosozial, 2005